# 加計勉
加計 勉（かけ つとむ、1923年〈大正12年〉3月27日 - 2008年〈平成20年〉4月30日）は、日本の教育者であり実業家、学校の設置者。広島県出身。本人は実業の立場および現場教員への配慮から自らを教育者とする事をよしとせず「教育実業家」を名乗った

## 概要
加計学園グループの創始者。同学園および関連学園の設立した各学校の初代理事長・初代学長・初代総長。学校法人加計学園および学校法人順正学園の名誉理事長、名誉総長。学校法人英数学館の名誉理事長。
設立した学校や学園の詳細は加計学園グループおよび各学校の項を参照。

## 来歴

### 生い立ち
1923年、広島県賀茂郡三津町（のち豊田郡安芸津町三津、現在の東広島市安芸津町）に10人きょうだいの末っ子として生まれる。一族の出自が同県北部の山県郡加計町（現在の安芸太田町加計）であるが故に「加計」の苗字を持つとする説があるが、地元安芸津町の歴史に詳しい古老は「加計家の源流が安芸太田町加計にあるという説については定かではない。近隣の水路工事や土地開発を行い、財をなして地主になったが戦後の農地改革で、所有していた土地のほとんどを手放した。」と述べている。

### 学生時代
三津町立三津小学校から広島県立忠海中学校を経て、広島高等師範学校（現在の広島大学教育学部）を1943年10月卒業。忠海中学の大先輩である池田勇人と付き合いがあったとされ、この関係で後に宮澤喜一の後援会会長も務めた。兵庫県立姫路工業学校に教諭として赴任（9月より着任。師範学校卒業前1ヶ月・試用期間扱い）。
1944年9月、教育招集により陸軍へ。福岡県小倉市（現・北九州市）の戦闘機工場で生徒たちの引率責任者の任に就く。生徒たちの待遇の改善を求め、時に軍側責任者との対立も起こしたと言われる。
終戦後、原子爆弾によって廃墟と化した広島の町を前に絶望するも、教育による日本の復興を誓う。1946年、広島文理科大学理学科数学（現在の広島大学理学部）に入学。在学中に結婚。

### 教育実業家
1949年卒業後、広島大学東雲分校中学校（現・広島大学附属東雲中学校）に教諭として赴任。1955年4月、広島市小町（現在の同市中区）に予備校・広島英数学館を設立（現在の並木学院高等学校）、館長に就任。同校が加計学園グループのルーツ。同校は大手予備校が広島に進出するまでは広島有数の予備校であったが、大学受験生を奪われたため、後に通信制高校に転換した。
1961年、英数学館で得た運営のノウハウを活かして隣県の岡山県岡山市半田山の山麓（現在の岡山市北区理大町）に年来の夢であった学校法人「加計学園」を設立、理事長に就任し学校経営に乗り出す。学園及び、自身にとって最初の一条校となる岡山電機工業専門学校(現・岡山理科大学附属中学校・高等学校）を設置。「国公立や伝統私学の硬直した体制ではできない学問を行える場所を」という理念のもと、よりリベラルかつ真にアカデミックな（実用的かつ学際的にして時代の要請に応える）特徴を持つ「私学でしかできない」柔軟な私学運営を目指したとされる。自らの座右の銘として「道」の一文字を掲げた。これは高村光太郎の詩『道程』の序節に由来すると言われ、自ら教育の道を切り開くとともに、子どもたちの行く道を造り、また自らの設した道を通った子どもたちが自身の道を切り開けるように、との思いから掲げていたとされる。
2008年5月3日、岡山理科大学御津国際交流会館で密葬が営まれ、安倍晋三・塩崎恭久ら政財界の要人を含む約1400人が参列した。6月28日「お別れの会」が岡山理科大学加計記念体育館・九州保健福祉大学・千葉科学大学の3会場で同時開催され、合計3500人が参加した。
1970年代後半から各国の高等学術機関との交流に努め、ライト州立大学・フィンドレー大学・シェナンドー大学・パラナカトリカ大学・パラナ連邦大学・サンダーランド大学から名誉学位を授与されている。

## 略歴
- 1964年 岡山理科大学学長に就任。
- 1967年 高梁市より要請と支援を受け、学校法人高梁学園（現・順正学園）を設立。理事長・順正短期大学（現・吉備国際大学短期大学部）学長に就任。
- 1969年 予備校グループとなっていた英数学館を改組。学校法人英数学館とし理事長に就任。
- 1972年 ゆうき学園を設立、理事長に就任。
- 1979年 広島加計学園を設立、理事長・学園長に就任（同年に順正福祉会を設立）。
- 1980年 加計学園総長に就任。
- 1985年 藍綬褒章を受章。
- 1989年 高梁学園総長に就任。
- 1990年 岡山県三木記念賞（国際親善部門）を受賞。
- 1990年 吉備高原学園副理事長に就任。
- 1991年 吉備高原学園学園長に就任。
- 1995年 倉敷芸術科学大学総長に就任。
  - 同年2月 岡山県文化賞を受賞。
- 1996年 高梁市の名誉市民に選出される。
- 2001年 加計学園、高梁学園の名誉理事長・名誉総長および英数学館名誉理事長に就任。
- 2001年11月 秋の叙勲で勲二等瑞宝章受章[15]。
- 2005年12月25日 辰巳琢郎主演のドキュメンタリードラマ『教育こそわが人生 加計勉の歩んだ道』（岡山放送制作、54分）がテレビ放送・DVD化された[13][16][17]。
- 2008年4月30日 心不全のため川崎医科大学附属病院で死去、85歳。没日付で従四位に叙せられた[13]。

## 人物

### 経歴と歴史の不一致
加計勉は戦時中、福岡県旧小倉市の航空機工場に勤務したことになっているが、当時の旧小倉市の曽根町にあった曽根飛行場に戦闘機工場や航空機工場の併設は無く、曽根町には学徒も動員され、満州(満州第七三一部隊)に送る毒ガス弾を製造した曽根毒ガス工場(東京第二陸軍造兵廠 曽根製造所)があった。

### 人柄
住所は岡山市津島福居2丁目。

## 家族・親族
娘（第一子）は順正学園・ゆうき学園、現理事長の加計美也子。息子（第二子）は加計学園・英数学館、現理事長の加計孝太郎。

## 関連書籍
- 『加計学園グループの挑戦 -先賢の志で切り開いた私学教育の道-』鶴蒔靖夫著、IN通信社刊、2011年11月21日初版発行、ISBN 978-4-87218-355-9
- 『道：加計勉・輝子五十年の歩み』麻生アヤ編集、加計教育振興会、1998年4月[1]
- 『加計勉先生の新世紀への大いなる一歩：喜寿をことほぐ』麻生アヤ編集、加計教育振興会、2000年9月[2]